# .vc
.vc e интернет домейн от първо ниво за Сейнт Винсент и Гренадини. Администрира се от Министерството на телекомуникациите, науката, технологията и индустрията. Представен е през 1991 година.